# 2007-2008シーズンのNBA
2007-2008シーズンのNBAは、NBAの62回目のシーズンである。レギュラーシーズンは2007年10月30日から始まり、2008年6月17日に全日程が終了した。

## シーズン前

### ドラフト
ドラフトではグレッグ・オデンとケビン・デュラントが話題を集めた。ドラフトにエントリーした当時大学1年だった2人は高校生の頃からドラフトにエントリーすれば上位指名確実と言われていたが、彼らが高校を卒業した2006年から高校生によるアーリーエントリーが禁止されたため、それぞれ大学に進学した。他にも彼らと同じ事情の選手や、NCAAトーナメントを2連覇したフロリダ大学の主力メンバーが揃ってドラフトにエントリーしたため、この年のドラフトは近年にない豊作と言われた。ケビン・デュラント(2位)、アル・ホーフォード(3位)、マイク・コンリー(4位)、ジョアキム・ノア(9位)、マーク・ガソル(48位)ら5人のオールスターを輩出した他、ジェフ・グリーン(5位)、イー・ジャンリャン(6位)、コーリー・ブリューワー(7位)、ブランダン・ライト(8位)、スペンサー・ホーズ(10位)、サデウス・ヤング(11位)、アル・ソーントン(14位)、ロドニー・スタッキー(15位)、ニック・ヤング(16位)、 ショーン・ウィリアムス(17位)、マルコ・ベリネッリ(18位)、ジェイソン・スミス(20位)、デカン・クック(21位)、ジャレッド・ダドリー(22位)、ウィルソン・チャンドラー(23位)、ルディ・フェルナンデス(24位)、アーロン・ブルックス(26位)、アーロン・アフラロ(27位)、ティアゴ・スプリッター(28位)、カール・ランドリー(31位)、グレン・デイビス(35位)、ジョシュ・マクロバーツ(37位)、ドミニク・マグワイア(47位)、アーロン・グレイ(49位)、レイモン・セッションズ(56位)などがNBA入りを果たしている。
ドラフト外選手にはジョエル・アンソニー、イヴァン・ジョンソン、カルティエ・マーティン、ゲイリー・ニール、ミーザ・テレトヴィッチ、アンソニー・トリバーなどがいる。
詳細は2007年のNBAドラフトを参照

### 主な移籍
| チーム                             | 獲得（移籍元）                                                                                      | 放出（移籍先）                                                                     |
| ---------------------------------- | --------------------------------------------------------------------------------------------------- | ---------------------------------------------------------------------------------- |
| ボストン・セルティックス           | ケビン・ガーネット (MIN) レイ・アレン (SEA) ジェームス・ポージー (MIA・FA) エディ・ハウス (NJN・FA) | アル・ジェファーソン (MIN) デロンテ・ウェスト (SEA) ウォーリー・ザービアック (SEA) |
| ミネソタ・ティンバーウルブズ       | アル・ジェファーソン (BOS) アントワン・ウォーカー (MIA)                                             | ケビン・ガーネット (BOS) リッキー・デイビス (MIA) マーク・ブラント (MIA)           |
| シアトル・スーパーソニックス       | デロンテ・ウェスト (BOS) ウォーリー・ザービアック (BOS) カート・トーマス (PHO)                      | レイ・アレン (BOS) ラシャード・ルイス (ORL)                                        |
| オーランド・マジック               | ラシャード・ルイス (SEA)                                                                            | グラント・ヒル (PHO・FA)                                                           |
| ポートランド・トレイルブレイザーズ | スティーブ・フランシス (NYN) ※後にヒューストン・ロケッツに移籍                                      | ザック・ランドルフ (NYN)                                                           |
| シャーロット・ボブキャッツ         | ジェイソン・リチャードソン (GSW)                                                                    |                                                                                    |
| ロサンゼルス・レイカーズ           | デレック・フィッシャー (UTA・FA)                                                                    |                                                                                    |

- 「絶対にありえない」と言われてきたミネソタ・ティンバーウルブズ所属のケビン・ガーネットのトレードが成立。ガーネットを獲得したボストン・セルティックスはさらにレイ・アレンも獲得しており、フランチャイズプレイヤーのポール・ピアース、ガーネット、アレンという強力なビッグスリーが形成され、大きな話題を呼んだ。
- レイ・アレンをトレードで放出したシアトル・スーパーソニックスは、もう一人の看板選手だったラシャード・ルイスもトレードで放出しており、ドラフト2位指名でケビン・デュラント、ドラフト5位指名でジェフ・グリーンを迎え、再建モードに入った。同じく再建モードに入ったティンバーウルブズは、開幕直前になってマイアミ・ヒートとトレードし、アントワン・ウォーカーらを獲得した。
- ラシャード・ルイスはオーランド・マジックに移籍。その巨額契約が話題となった。
- 再建中のポートランド・トレイルブレイザーズはチームの大黒柱だったザック・ランドルフをニューヨーク・ニックスにトレードし、獲得したスティーブ・フランシスをバイアウトするなどチームの大幅な若返りを図った。しかしドラフト1位指名したグレッグ・オデンはシーズン前に膝の手術をし、シーズンを全休した。
- チームに対し強くトレード要求し、このオフの話題をガーネットと二分していたコービー・ブライアントは、レイカーズに残留した。

### 新任ヘッドコーチ
- ジム・オブライエン　（インディアナ・ペイサーズ）
- スタン・ヴァン・ガンディ　（オーランド・マジック）
- サム・ヴィンセント　（シャーロット・ボブキャッツ）
- リック・アデルマン　（ヒューストン・ロケッツ）
- マーク・アイバローニ　（メンフィス・グリズリーズ）
- P・J・カーリシモ　（シアトル・スーパーソニックス）
- レジー・ゼウス　（サクラメント・キングス）

### その他
- NBAの元審判員が、審判を務めた試合で賭博を行い、別の賭博者に情報を流した疑いがあるとし、連邦捜査局が調査した。この審判員は賭博行為に関連して不正な笛を吹いたという疑惑も浮上し、NBAのコミッショナー、デビッド・スターンは会見で「NBA史上最悪の出来事」とコメントした。
- ハリケーン・カトリーナの被害で一時的にオクラホマシティに本拠地を移していたニューオリンズ・ホーネッツは、ニューオリンズに本拠地を戻した。

## レギュラーシーズン

### オールスター
2008年のNBAオールスターゲームはニューオリンズで開催され、134-128でイーストチームが勝利した。MVPはレブロン・ジェームズが選ばれた。

### シーズン中の主な移籍
- ユタ・ジャズがトレードでカイル・コーバーを獲得。
- ロサンゼルス・レイカーズがメンフィス・グリズリーズからパウ・ガソルを獲得したことは、西地区の強豪チームたちを震撼させた。このトレードはレイカーズが一方的に利を得るもので、近年最悪のトレードと言われている。大幅な戦力アップに成功したレイカーズに対抗するべく、他のチームもこぞって補強に乗り出した。
- アトランタ・ホークスがトレードでマイク・ビビーを獲得。
- フェニックス・サンズはマイアミ・ヒートとの間でトレードを交わし、サンズはシャキール・オニールを獲得、ヒートはショーン・マリオンとマーカス・バンクスを獲得した。
- ダラス・マーベリックスとニュージャージー・ネッツの間でジェイソン・キッドを含むトレードが合意に達したが、交換要員の一人デバン・ジョージが移籍を拒否。トレードは不成立となり一旦暗礁に乗り上げた。オールスター後、再度交渉が行われジョージを含めない違う案で成立し、キッドはマーベリックスへ移籍した。
- サンアントニオ・スパーズはシアトル・スーパーソニックスからカート・トーマスを獲得。
- クリーブランド・キャバリアーズ、シカゴ・ブルズ、スーパーソニックスとの間で選手11人が絡んだ三角トレードが行われ、キャバリアーズはベン・ウォーレスらを、ブルズはラリー・ヒューズ、ドリュー・グッデンらを獲得した。
- ボストン・セルティックスはP・J・ブラウン、サム・キャセールをFAで獲得した。

### イースタン・カンファレンス
| # | アトランティック・デビジョン | アトランティック・デビジョン | セントラル・デビジョン         | セントラル・デビジョン | サウスイースト・デビジョン | サウスイースト・デビジョン |
| # | チーム                       | 勝敗                         | チーム                         | 勝敗                   | チーム                     | 勝敗                       |
| - | ---------------------------- | ---------------------------- | ------------------------------ | ---------------------- | -------------------------- | -------------------------- |
| 1 | ボストン・セルティックス     | 66-16                        | デトロイト・ピストンズ         | 59-23                  | オーランド・マジック       | 52-30                      |
| 2 | トロント・ラプターズ         | 41-41                        | クリーブランド・キャバリアーズ | 45-37                  | ワシントン・ウィザーズ     | 43-39                      |
| 3 | フィラデルフィア・76ers      | 40-42                        | インディアナ・ペイサーズ       | 36-46                  | アトランタ・ホークス       | 37-45                      |
| 4 | ニュージャージー・ネッツ     | 34-48                        | シカゴ・ブルズ                 | 33-49                  | シャーロット・ボブキャッツ | 32-50                      |
| 5 | ニューヨーク・ニックス       | 23-59                        | ミルウォーキー・バックス       | 26-56                  | マイアミ・ヒート           | 15-67                      |

- ビッグスリーを擁するセルティックスはリーグ新記録となる前シーズンの24勝から42勝を上積みする大躍進を遂げた。特にディフェンス面の強化が功を奏し、一気にリーグトップの勝率を収めた。またマジックは若き大黒柱のドワイト・ハワードが大きな成長を見せたほか、ラシャード・ルイスとヘド・ターコルーのツインシューターの活躍で、12シーズンぶりに地区優勝を遂げた。オフに補強をしたチームが着実に成功を収める形となった。
- 一方で2005-06シーズンの優勝チームであるヒートはオフの補強の失敗やドウェイン・ウェイドの故障などが響いて大きく凋落し、リーグ最下位となった。シーズン中にはシャキール・オニールやアントワン・ウォーカーらが放出され、チャンピオンチームは解体された。またジェイソン・キッドを放出したネッツも7シーズンぶりにプレーオフ進出を逃した。優勝候補の一つとして前評判の高かったブルズはシーズン序盤から深刻なスランプに陥り、シーズン中にはスコット・スカイルズHCが解雇された。
- 浮き沈みの激しいイースタン・カンファレンスの中で唯一ピストンズだけは安定した戦力を維持し、4年連続で地区優勝を果たした。シーズン毎にピストンズに迫り、前シーズンはファイナルに進出したキャバリアーズはレブロン・ジェームズが目覚しい活躍を見せたが、チーム自体はレブロン加入以来初めて勝率を落とした。
- 76ersとホークスは勝率5割を割りながらもプレーオフ進出を果たした。76ersはチーム解体のため前シーズンにアレン・アイバーソンとクリス・ウェバーを放出したばかりだった。若手の育成に力を注いでいたホークスは、シーズン終盤にジョー・ジョンソンを中心に追い上げを見せ、9シーズンぶりのプレーオフ進出となった。
- ペイサーズはジャーメイン・オニールが、ウィザーズはギルバート・アリナスがそれぞれ故障で長期離脱し、またラプターズも多くの故障者に見舞われ苦しいシーズンを送ったが、ウィザーズはカロン・バトラー、アントワン・ジェイミソンなどの活躍で4シーズン連続のプレーオフ進出を果たした。ボブキャッツはオフの補強も空しく悲願のプレーオフは果たせなかった。

### ウェスタン・カンファレンス
| # | ノースウェスト・デビジョン         | ノースウェスト・デビジョン | パシフィック・でビジョン         | パシフィック・でビジョン | サウスウェスト・デビジョン | サウスウェスト・デビジョン |
| # | チーム                             | 勝敗                       | チーム                           | 勝敗                     | チーム                     | 勝敗                       |
| - | ---------------------------------- | -------------------------- | -------------------------------- | ------------------------ | -------------------------- | -------------------------- |
| 1 | ユタ・ジャズ                       | 54-28                      | ロサンゼルス・レイカーズ         | 57-25                    | ニューオリンズ・ホーネッツ | 56-26                      |
| 2 | デンバー・ナゲッツ                 | 50-32                      | フェニックス・サンズ             | 55-27                    | サンアントニオ・スパーズ   | 56-26                      |
| 3 | ポートランド・トレイルブレイザーズ | 41-41                      | ゴールデンステート・ウォリアーズ | 48-34                    | ヒューストン・ロケッツ     | 55-27                      |
| 4 | ミネソタ・ティンバーウルブズ       | 22-60                      | サクラメント・キングス           | 38-44                    | ダラス・マーベリックス     | 51-31                      |
| 5 | シアトル・スーパーソニックス       | 20-62                      | ロサンゼルス・クリッパーズ       | 23-59                    | メンフィス・グリズリーズ   | 22-60                      |

- ウェスタン・カンファレンスはリーグ史上でも稀に見る大混戦のシーズンとなった。長くウェスタンの覇権を争ってきたスパーズ、マーベリックス、サンズに加え、前シーズンに復活を果たしたジャズ、そしてこのシーズンにはホーネッツとレイカーズが上位争いに名乗りを上げたため、強豪犇く西部戦線は混沌を極めた。
- 前シーズン怪我に泣いたホーネッツは、クリス・ポール牽引のもと快進撃を続け、4シーズンぶりのプレーオフ進出に留まらず、リーグ最激戦区であるサウスウェスト・デビジョンを初めて制覇した。またシャキール・オニールの移籍後、上位から遠ざかっていたレイカーズは新たな先発センターとしてアンドリュー・バイナムが急成長を見せ、シーズン開幕から好スタートを切った。そのバイナムがシーズン中に故障し一気に失速するかに思われたが、パウ・ガソルの獲得で名門復活を遂げ、1999-00シーズン以来となるカンファレンス最高勝率を収めた。
- オフにチームの大幅な若返りを敢行し、リーグ最少年チームとなったトレイルブレイザーズは12月に13連勝し、シーズン前半戦のシンデレラチームとなった。そしてシーズン後半には、エースセンターの姚明を故障で失い苦境に立たされたはずのロケッツが、NBA史上第2位となる22連勝を果たし、西部戦線をさらに混乱させた。
- 悲願の優勝に向けてシーズン中に大型トレードを行ったマーベリックスとサンズはトレード後にやや失速が見られ、不安が残るままプレーオフに突入した。一方前シーズンチャンピオンのスパーズは新興勢力台頭の中も安定して勝ち続け、またシーズン前に内紛の兆候が見られたジャズも、2シーズン連続で地区優勝を果たした。
- 自然とプレーオフ進出争いは過熱し、その割を食わされたのは前シーズンのシンデレラチームであるウォリアーズだった。ウォリアーズは50勝に迫る成績を残しながらも、プレーオフ進出を果たせなかった。ウォリアーズと最後までプレーオフ争いを繰り広げたナゲッツは、50勝をあげて辛うじてプレーオフ進出を果たした。
- クリッパーズは大黒柱のエルトン・ブランドがシーズンをほぼ全休。キングスはマイク・ビビー、ケビン・マーティン、ロン・アーテストの主力三本柱が相次いで故障に見舞われた。ケビン・ガーネットを放出したティンバーウルブズ、レイ・アレン、ラシャード・ルイスを放出したスーパーソニックス、ほとんど無償でパウ・ガソルを手放たグリズリーズは大きく負け越した。

### その他
- コービー・ブライアントがウィルト・チェンバレンの通算20000得点達成の最年少記録を更新。
- レブロン・ジェームズがコービー・ブライアントの通算10000得点達成の最年少記録を更新。
- ジェイソン・キッドが現役最多タイとなる3試合連続トリプル・ダブルを達成。また通算アシスト数で歴代5位に浮上。
- 12月19日に行われたマイアミ・ヒート対アトランタ・ホークス戦でファウルのカウントミスがあったことが判明し、後日3月8日に残り51.9秒から再試合が行われた。NBAにおいて再試合は25年ぶりのこと。再試合はホークスが勝利した。

### 個人スタッツリーダー
| # | 得点                         | 得点 | リバウンド                   | リバウンド | アシスト                    | アシスト | スティール             | スティール |
| # | 選手名                       | avg  | 選手名                       | avg        | 選手名                      | avg      | 選手名                 | avg        |
| - | ---------------------------- | ---- | ---------------------------- | ---------- | --------------------------- | -------- | ---------------------- | ---------- |
| 1 | レブロン・ジェームズ (CLE)   | 30.0 | ドワイト・ハワード (ORL)     | 14.3       | クリス・ポール (NOH)        | 11.6     | クリス・ポール (NOH)   | 2.71       |
| 2 | コービー・ブライアント (LAL) | 28.3 | マーカス・キャンビー (DEN)   | 13.2       | スティーブ・ナッシュ (PHX)  | 11.1     | ロン・アーテスト (SAC) | 2.33       |
| 3 | アレン・アイバーソン (DEN)   | 26.5 | タイソン・チャンドラー (NOH) | 11.8       | デロン・ウィリアムス (UTAH) | 10.5     | バロン・デイビス (GSW) | 2.33       |

- レブロン・ジェームズ、ドワイト・ハワード、クリス・ポールは初の戴冠。いずれも2003年以降にNBA入りした選手で、リーグの世代交代を予感させる成績となった。ハワードのリバウンド王獲得は歴代最年少記録。

| # | ブロックショット           | ブロックショット | FG成功率                         | FG成功率 | 3P成功率                     | 3P成功率 | FT成功率                       | FT成功率 |
| # | 選手名                     | avg              | 選手名                           | %        | 選手名                       | %        | 選手名                         | %        |
| - | -------------------------- | ---------------- | -------------------------------- | -------- | ---------------------------- | -------- | ------------------------------ | -------- |
| 1 | マーカス・キャンビー (DEN) | 3.61             | アンドリス・ビエドリンシュ (GSW) | 62.6     | ジェイソン・カポノ (TOR)     | 48.3     | ペジャ・ストヤコヴィッチ (NOH) | 92.9     |
| 2 | ジョシュ・スミス (ATL)     | 2.80             | タイソン・チャンドラー (NOH)     | 62.3     | スティーブ・ナッシュ (PHO)   | 47.0     | チャウンシー・ビラップス (DET) | 91.8     |
| 3 | クリス・ケイマン (LAC)     | 2.77             | ドワイト・ハワード (ORL)         | 59.9     | ジェームズ・ジョーンズ (POR) | 44.4     | ベン・ゴードン (CHI)           | 90.8     |

## 個人タイトル
- 最優秀選手：コービー・ブライアント　（LAL）　※キャリア12年目にして初の受賞。
- ルーキー・オブ・ザ・イヤー：ケビン・デュラント　（SEA）
- 最優秀守備選手賞：ケビン・ガーネット　（BOS）
- シックスマン賞：エマニュエル・ジノビリ　（SAS）
- MIP：ヘド・ターコルー　（ORL）
- 最優秀コーチ賞：バイロン・スコット　（NOH）
- エグゼクティブ・オブ・ザ・イヤー：ダニー・エインジ　（BOS）
- オールNBAチーム

|   | ファーストチーム             | セカンドチーム                   | サードチーム                 |
| - | ---------------------------- | -------------------------------- | ---------------------------- |
| F | ケビン・ガーネット (BOS)     | ダーク・ノヴィツキー (DAL)       | カルロス・ブーザー (UTA)     |
| F | レブロン・ジェームズ (CLE)   | ティム・ダンカン (SAS)           | ポール・ピアース (BOS)       |
| C | ドワイト・ハワード (ORL)     | アマーレ・スタウダマイアー (PHO) | 姚明 (HOU)                   |
| G | コービー・ブライアント (LAL) | スティーブ・ナッシュ (PHO)       | トレイシー・マグレディ (HOU) |
| G | クリス・ポール (NOH)         | デロン・ウィリアムス (UTA)       | エマニュエル・ジノビリ (SAS) |

※クリス・ポールは初のオールNBAチーム入りでファーストチームに名を連ねた。ドワイト・ハワードも初のファーストチーム入り。
※デロン・ウィリアムス、カルロス・ブーザーは初のオールNBAチーム入り。エマニュエル・ジノビリもシックスマンながら初めてオールNBAチーム入りした。
- オールディフェンシブチーム

|   | ファーストチーム             | セカンドチーム               |
| - | ---------------------------- | ---------------------------- |
| F | ケビン・ガーネット (BOS)     | テイショーン・プリンス (DET) |
| F | ティム・ダンカン (SAS)       | シェーン・バティエ (HOU)     |
| C | マーカス・キャンビー (DEN)   | ドワイト・ハワード (ORL)     |
| G | コービー・ブライアント (LAL) | ラジャ・ベル (PHO)           |
| G | ブルース・ボウエン (SAS)     | クリス・ポール (NOH)         |

※ドワイト・ハワード、シェーン・バティエ、クリス・ポールは初のオールディフェンスチーム入り。
- オールルーキーチーム

| ファーストチーム         | セカンドチーム                   |
| ------------------------ | -------------------------------- |
| アル・ホーフォード (ATL) | ジャマリオ・ムーン (TOR)         |
| ケビン・デュラント (SEA) | フアン・カルロス・ナバーロ (MEM) |
| ルイス・スコラ (HOU)     | サデウス・ヤング (PHI)           |
| アル・ソーントン (LAC)   | ロドニー・スタッキー (DET)       |
| ジェフ・グリーン (SEA)   | カール・ランドリー (HOU)         |

## プレーオフ

### イースタン・カンファレンス
|  | ファーストラウンド | ファーストラウンド             | ファーストラウンド |                |   | カンファレンスセミファイナル | カンファレンスセミファイナル | カンファレンスセミファイナル |  |  | カンファレンスファイナル | カンファレンスファイナル | カンファレンスファイナル |  |
|  |                    |                                |                    |                |   |                              |                              |                              |  |  |                          |                          |                          |  |
|  | 1                  | ボストン・セルティックス       | 4                  |                |   |                              |                              |                              |  |  |                          |                          |                          |  |
|  | 1                  | ボストン・セルティックス       | 4                  |                |   |                              |                              |                              |  |  |                          |                          |                          |  |
|  | 8                  | アトランタ・ホークス           | 3                  |                |   |                              |                              |                              |  |  |                          |                          |                          |  |
|  | 8                  | アトランタ・ホークス           | 3                  |                | 1 | セルティックス               | 4                            |                              |  |  |                          |                          |                          |  |
|  |                    |                                |                    |                | 1 | セルティックス               | 4                            |                              |  |  |                          |                          |                          |  |
|  |                    |                                | 4                  | キャバリアーズ | 3 |                              |                              |                              |  |  |                          |                          |                          |  |
|  | 5                  | ワシントン・ウィザーズ         | 4                  | キャバリアーズ | 3 | 2                            |                              |                              |  |  |                          |                          |                          |  |
|  | 5                  | ワシントン・ウィザーズ         |                    |                |   |                              |                              |                              |  |  |                          |                          |                          |  |
|  | 4                  | クリーブランド・キャバリアーズ | 4                  |                |   |                              |                              |                              |  |  |                          |                          |                          |  |
|  | 4                  | クリーブランド・キャバリアーズ | 4                  |                | 1 | セルティックス               | 4                            |                              |  |  |                          |                          |                          |  |
|  |                    |                                |                    |                |   |                              |                              |                              |  |  |                          |                          |                          |  |
|  |                    |                                | 2                  | ピストンズ     | 2 |                              |                              |                              |  |  |                          |                          |                          |  |
|  | 3                  | オーランド・マジック           | 2                  | ピストンズ     | 2 | 4                            |                              |                              |  |  |                          |                          |                          |  |
|  | 3                  | オーランド・マジック           |                    |                |   |                              |                              |                              |  |  |                          |                          |                          |  |
|  | 6                  | トロント・ラプターズ           | 1                  |                |   |                              |                              |                              |  |  |                          |                          |                          |  |
|  | 6                  | トロント・ラプターズ           | 1                  |                | 3 | マジック                     | 1                            |                              |  |  |                          |                          |                          |  |
|  |                    |                                |                    |                | 3 | マジック                     | 1                            |                              |  |  |                          |                          |                          |  |
|  |                    |                                | 2                  | ピストンズ     | 4 |                              |                              |                              |  |  |                          |                          |                          |  |
|  | 7                  | フィラデルフィア・76ers        | 2                  | ピストンズ     | 4 | 2                            |                              |                              |  |  |                          |                          |                          |  |
|  | 7                  | フィラデルフィア・76ers        |                    |                |   |                              |                              |                              |  |  |                          |                          |                          |  |
|  | 2                  | デトロイト・ピストンズ         | 4                  |                |   |                              |                              |                              |  |  |                          |                          |                          |  |

- キャバリアーズとウィザーズは3シーズン連続で1回戦で対決し、3度ともキャバリアーズが制した。
- マジックのドワイト・ハワードは、ラプターズとのシリーズ5試合中3試合で20得点20リバウンド以上を達成。これはウィルト・チェンバレンが1972年に記録して以来の快挙。
- イースタンのプレーオフ1回戦は、下位シードの活躍が目立った。76ersはピストンズ相手にシリーズ第1戦をものにし、ホークスは第1シードのセルティックスに対し第7戦までもつれこませ、シーズン勝率トップのチームの心胆を寒からしめた。
- 1回戦でまさかの苦戦を強いられたセルティックスは、カンファレンス準決勝でも苦しんだ。辛うじて第7戦でキャバリアーズを退けたが、プレーオフに入ってロード戦全敗という有様だった。レギュラーシーズンのセルティックスはロード戦でもリーグ最高勝率を誇っていた。
- 前シーズンのリターンマッチとなったピストンズ対マジックのシリーズは、第3戦でピストンズの司令塔チャンシー・ビラップスが故障するも、ビラップスが欠場した以降の2試合をピストンズが勝利し、6シーズン連続でカンファレンス決勝に駒を進めた。これはレイカーズが80年代に記録した8シーズン連続に続くリーグ史上第2位の記録。
- ロードで勝てないセルティックスはカンファレンス決勝の第2戦、重要なホームの試合を落としてしまい、ファイナル進出に黄信号が点ったかに見えた。しかし続くピストンズのホームで行われた第3戦では、セルティックスがプレーオフでのロード初勝利をあげると、プレーオフ期間中調子を落としていたレイ・アレンの復調もあり、セルティックスが4勝2敗でシリーズを制し、前シーズンカンファレンス最下位だったセルティックスは実に21シーズンぶりにファイナル進出を決めた。一方のピストンズはリーグ史上でも3チームしかいないカンファレンス決勝3シーズン連続敗退したチームとなった。

### ウェスタン・カンファレンス
|  | ファーストラウンド | ファーストラウンド         | ファーストラウンド |              |   | カンファレンスセミファイナル | カンファレンスセミファイナル | カンファレンスセミファイナル |  |  | カンファレンスファイナル | カンファレンスファイナル | カンファレンスファイナル |  |
|  |                    |                            |                    |              |   |                              |                              |                              |  |  |                          |                          |                          |  |
|  | 1                  | ロサンゼルス・レイカーズ   | 4                  |              |   |                              |                              |                              |  |  |                          |                          |                          |  |
|  | 1                  | ロサンゼルス・レイカーズ   | 4                  |              |   |                              |                              |                              |  |  |                          |                          |                          |  |
|  | 8                  | デンバー・ナゲッツ         | 0                  |              |   |                              |                              |                              |  |  |                          |                          |                          |  |
|  | 8                  | デンバー・ナゲッツ         | 0                  |              | 1 | レイカーズ                   | 4                            |                              |  |  |                          |                          |                          |  |
|  |                    |                            |                    |              | 1 | レイカーズ                   | 4                            |                              |  |  |                          |                          |                          |  |
|  |                    |                            | 4                  | ユタ・ジャズ | 2 |                              |                              |                              |  |  |                          |                          |                          |  |
|  | 5                  | ヒューストン・ロケッツ     | 4                  | ユタ・ジャズ | 2 | 2                            |                              |                              |  |  |                          |                          |                          |  |
|  | 5                  | ヒューストン・ロケッツ     |                    |              |   |                              |                              |                              |  |  |                          |                          |                          |  |
|  | 4                  | ユタ・ジャズ               | 4                  |              |   |                              |                              |                              |  |  |                          |                          |                          |  |
|  | 4                  | ユタ・ジャズ               | 4                  |              | 1 | レイカーズ                   | 4                            |                              |  |  |                          |                          |                          |  |
|  |                    |                            |                    |              |   |                              |                              |                              |  |  |                          |                          |                          |  |
|  |                    |                            | 5                  | スパーズ     | 1 |                              |                              |                              |  |  |                          |                          |                          |  |
|  | 3                  | サンアントニオ・スパーズ   | 5                  | スパーズ     | 1 | 4                            |                              |                              |  |  |                          |                          |                          |  |
|  | 3                  | サンアントニオ・スパーズ   |                    |              |   |                              |                              |                              |  |  |                          |                          |                          |  |
|  | 6                  | フェニックス・サンズ       | 1                  |              |   |                              |                              |                              |  |  |                          |                          |                          |  |
|  | 6                  | フェニックス・サンズ       | 1                  |              | 5 | スパーズ                     | 4                            |                              |  |  |                          |                          |                          |  |
|  |                    |                            |                    |              | 5 | スパーズ                     | 4                            |                              |  |  |                          |                          |                          |  |
|  |                    |                            | 2                  | ホーネッツ   | 3 |                              |                              |                              |  |  |                          |                          |                          |  |
|  | 7                  | ダラス・マーベリックス     | 2                  | ホーネッツ   | 3 | 1                            |                              |                              |  |  |                          |                          |                          |  |
|  | 7                  | ダラス・マーベリックス     |                    |              |   |                              |                              |                              |  |  |                          |                          |                          |  |
|  | 2                  | ニューオリンズ・ホーネッツ | 4                  |              |   |                              |                              |                              |  |  |                          |                          |                          |  |

- ウェストを代表する強豪マーベリックス、サンズが揃って1回戦で姿を消した。シーズン中にベテランPGのジェイソン・キッドを獲得したマーベリックスは、ホーネッツ新進気鋭のPGクリス・ポールの前に完敗。また同じくシーズン中にシャキール・オニールを獲得したサンズは、そのオニールがハック・ア・シャックを頻繁に仕掛けられ、自慢のオフェンスを繰り出せないまま敗退となった。両チームともプレーオフ敗退後、エイブリー・ジョンソン、マイク・ダントーニ両ヘッドコーチを解任した。
- ナゲッツ、ロケッツはまたしてもプレーオフ1回戦の壁を破れず。
- 世代抗争の図式となったホーネッツとスパーズの対戦は、ウェスタンカンファレンスのプレーオフでは唯一第7戦までもつれ込む接戦となった。ここでもクリス・ポールの活躍はスパーズを苦しめたが、最後はスパーズの老獪さがホーネッツの勢いを封じ込め、スパーズがカンファレンス決勝に駒を進めた。
- 1回戦、準決勝を危なげなく勝ち抜いたレイカーズは、決勝でもスパーズを4勝1敗で破り、4シーズンぶりにファイナル進出を決めた。シリーズ第4戦では、スパーズのブレント・バリーが試合終了間際に同点の3Pシュートを狙い、この時レイカーズのデレック・フィッシャーがバリーに接触した。ファウルの笛は吹かれず、バリーのシュートは外れたためレイカーズの勝利となったが、後日協会が「ミスジャッジであった」と公式に認める異例の事態となった。なおスパーズ側が協会に異議申し立てをしなかったため勝敗は覆らず、再試合も行われなかった。前年チャンピオンチームのスパーズはまたしても連覇の道が断たれた形となる。

## ファイナル
1980年代に熱戦を繰り広げた名門チーム同士が、それぞれ新たなビッグスリーを従えて再び相見えることとなった。ファイナルでセルティックスとレイカーズが対戦するのは1987年以来。また両カンファレンスの第1シードがファイナルに勝ち進んだのは2000年以来のことだった。

### 第1戦
| 6月5日 9:00 pm |

| Boxscore |

| レイカーズ 88, セルティックス 98                                                 |  |                                                                            |
| クォーター・スコア: 21–23, 30–23, 22–31, 15–21                                   |  |                                                                            |
| Pts: Kブライアント 24 Rebs: Pガソル 8 Asts: Dフィッシャー 6 TOs: Kブライアント 4 |  | Pts: Kガーネット 24 Rebs: Kガーネット 13 Asts: Rロンド 7 Stls: Pポージー 2 |

セルティックスがレイカーズのオフェンスを88得点に封じ、初戦を制す。レイカーズのブライアントはチームハイとなる24得点をあげたがフィールドゴール9/26とシュート精度に欠けた。
試合は序盤から度々リードが入れ替わる接戦が続いたが、第3Q中盤にセルティックスのポール・ピアースがチームメイトとの衝突で膝を痛めるというアクシデントに見舞われた。ピアースは自力で起き上がることが出来ず、車椅子でコートを去るという痛ましい光景に、セルティックスは窮地に陥ったかに思われたが、ピアースはすぐに試合に復帰し、その後第3Qだけで15得点を稼ぎ出すと言う活躍を見せる。ピアースの見事な復活劇に勢いづいたセルティックスは第3Qでリードを奪い返すと、その後はリードを守り続け、大事な初戦を勝利で飾った。

### 第2戦
| 6月8日 9:00 pm |

| Boxscore |

| レイカーズ 102, セルティックス 108                                                |  |                                                                               |
| クォーター・スコア: 22–20, 20–34, 19–29, 41–25                                    |  |                                                                               |
| Pts: Kブライアント 30 Rebs: Pガソル 10 Asts: Kブライアント 8 TOs: Kブライアント 4 |  | Pts: Pピアース 28, Rebs: Kガーネット 14 Asts: Rロンド 16 3P-FG: Pピアース 4/4 |

セルティックスがポール・ピアースをはじめとするビッグスリーのほか、16アシストを記録したレイジョン・ロンドや伏兵レオン・ポウの23得点など、サポーティングキャストの活躍で第2戦も勝利した。
第4Q残り8分を切ってセルティックスは24点差の大量リードを奪っていたが、ここからレイカーズがコービー・ブライアントを中心に驚異的な追い上げを見せ、残り38秒でついに2点差にまで追いかれるという危うい場面もあった。

### 第3戦
| 6月10日 9:00 pm |

| Boxscore |

| セルティックス 81, レイカーズ 87                                            |  |                                                                                   |
| クォーター・スコア: 20–20, 17–23, 25–17, 19–27                              |  |                                                                                   |
| Pts: Rアレン 25 Rebs: Kガーネット 12 Asts: Kガーネット 5 FG: Pピアース 2/14 |  | Pts: Kブライアント 36 Rebs: Pガソル 12 Asts: Jファーマー 5 3P-FG: Sブヤチッチ 3/5 |

ホームに戻ったレイカーズがようやくシリーズ初勝利をあげた。ここまでレイカーズはコービー・ブライアントの孤軍奮闘が続いていたが、ベンチプレイヤーのサーシャ・ブヤチッチが20得点と援護すると、ブライアントもシリーズハイとなる36得点をあげた。この日のレイカーズは二桁得点を記録したのがこの2人だけと、決して本来のオフェンス力を発揮したとは言えなかったが、セルティックスも25得点したレイ・アレン以外が振るわなかった。

### 第4戦
| 6月12日 9:00 pm |

| Boxscore |

| セルティックス 97, レイカーズ 91                                          |  |                                                                                         |
| クォーター・スコア: 14–35, 26–23, 31–15, 26–18                            |  |                                                                                         |
| Pts: Pピアース 20, Rebs: Kガーネット 11 Asts: Pピアース 7 Stls: Rアレン 3 |  | Pts: Lオドム 19 Rebs: Pガソル, Lオドム 10 Asts: Kブライアント 10 FG: Kブライアント 6/19 |

セルティックスがファイナル史上に残る大逆転勝利を飾り、敵地での貴重な一勝をあげる。
第1Qでは35-14とレイカーズが一方的な展開を見せた。ファイナル史上、第1Qに15点差以上を付けられて勝利したチームは居なかった。第2Q中盤にはこの試合最大となる24点にまでリードが開き、ハーフタイムを迎えても点差は18点とレイカーズが圧倒的な優位を保っていた。しかしレイカーズにとっての悪夢は第3Qに訪れた。負傷を抱えたレイジョン・ロンドのバックアップとして多くの出場時間を与えられたエディ・ハウスの2本の3ポイントシュートを皮切りにセルティックスが怒涛の反撃を見せ、第3Q残り5分間で21得点を記録（この間レイカーズはわずか3得点）しレイカーズに肉薄する。第4Q残り4分7秒にはハウスのシュートでついに逆転を果たすと、レイ・アレンの1on1からの見事なリバースレイアップが決まり、セルティックスの勝利を決定付けた。
セルティックスはビッグスリーが満遍なく活躍し、さらにベンチプレイヤーがレイカーズベンチの15得点に対し、35得点と勝利に大きく貢献した。3勝したセルティックスはついに優勝に王手を掛けた。一方のレイカーズはパウ・ガソル、ラマー・オドムがようやく息を吹き返しそれぞれダブルダブルを達成したが、コービー・ブライアントは17得点に抑えられ、いよいよ崖っぷちに追い込まれた。リーグ史上、ファイナルで1勝3敗から逆転したチームは居ない。

### 第5戦
| 6月15日 9:00 pm |

| Boxscore |

| セルティックス 98, レイカーズ 103                                         |  |                                                                        |
| クォーター・スコア: 22–39, 30–16, 18–24, 28–24                            |  |                                                                        |
| Pts: Pピアース 38 Rebs: Kガーネット 14 Asts: Pピアース 8 TOs: Pピアース 5 |  | Pts: Kブライアント 25 Rebs: Pガソル 13 Asts: Pガソル 6 Blks: Lオドム 4 |

レイカーズがこのシーズン最後のホームゲームで踏みとどまった。この試合でもレイカーズが試合序盤にスタートダッシュを決め、その後セルティックスの猛反撃に遭うという、第4戦の再現のような展開になった。第4Q中盤にはついに同点となったが、最後にコービー・ブライアントがポール・ピアースの持つボールを叩き落とし、そのままワンマン速攻でダンクを決めて勝利を決定付けた。
レイカーズはようやくビッグスリーが揃って活躍し、コービー・ブライアント、パウ・ガソル、ラマー・オドムの3人で64得点をあげた。セルティックスはポール・ピアスが38得点を記録した。

### 第6戦
| 6月17日 9:00 pm |

| Boxscore |

| レイカーズ 92, セルティックス 131                                             |  |                                                                                      |
| クォーター・スコア: 20–24, 15–34, 25–31, 32–42                                |  |                                                                                      |
| Pts: Kブライアント 22 Rebs: Lオドム 10 Asts: Lオドム 5 FG: Kブライアント 7/22 |  | Pts: Rアレン, Kガーネット 26 Rebs: Kガーネット 14 Asts: Pピアース 10 Stls: Rロンド 6 |
| セルティックス 4–2 レイカーズ                                                 |  |                                                                                      |

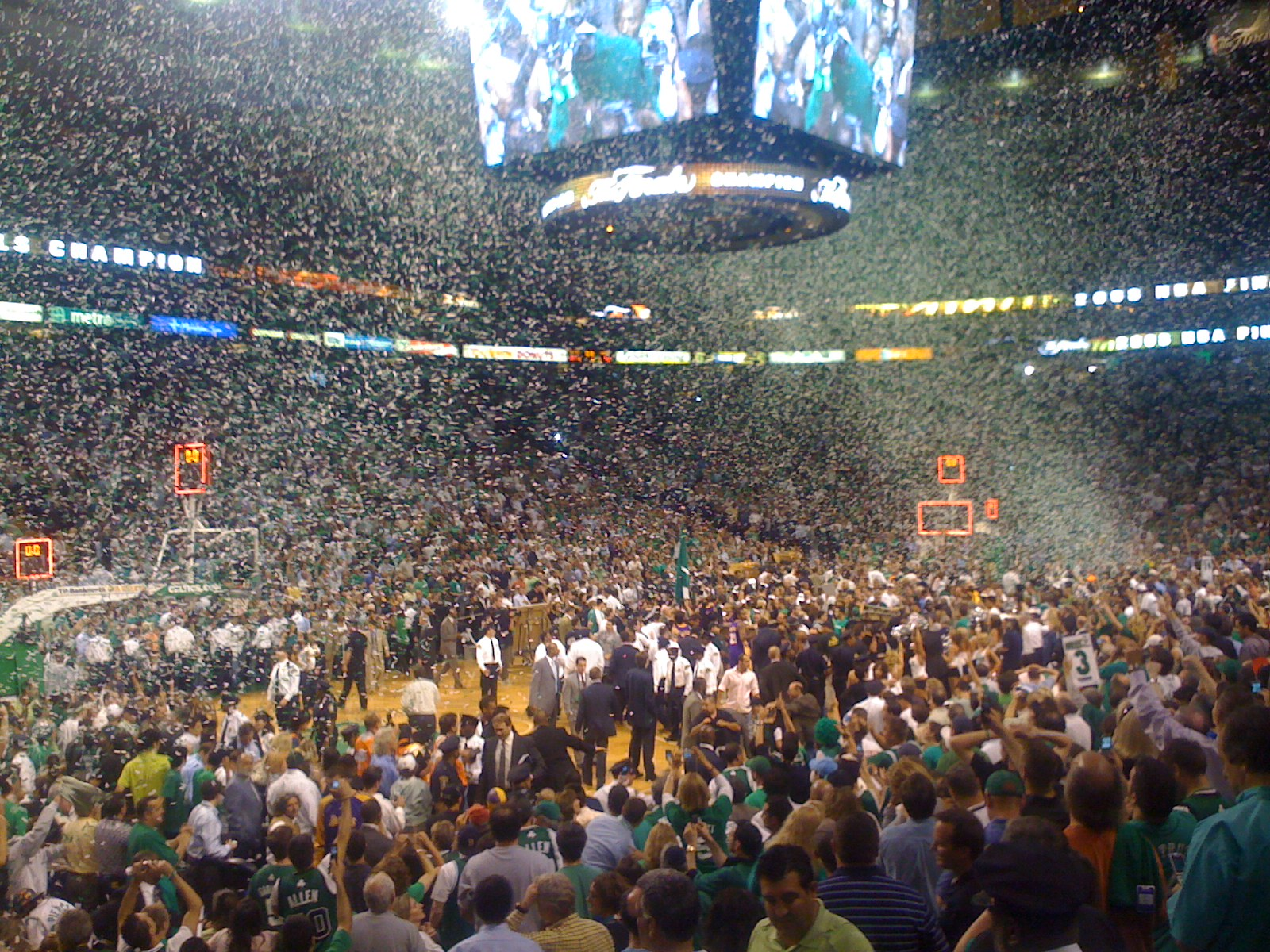
22年ぶり17度目の優勝に沸くTDバンクノース・ガーデン

セルティックスが大差でレイカーズを破り、22年ぶり17度目の優勝を決めた。
セルティックスの4点リードで迎えた第2Q、エディ・ハウス、ジェームス・ポージーらベンチシューターコンビが連続で3ポイントシュートを決めて勢いづいたセルティックスは、この試合6スティールを決めたレイジョン・ロンドを中心にレイカーズのオフェンスを封じるとここから一気に突き放し、前半だけで23点のリードを奪い、後半を待たずして勝利をほぼ決定付けた。そして後半はセルティックスのワンサイドゲームとなった。第1Qに目を叩かれ一時ロッカールームに下がったレイ・アレンは、試合後半に次々とシュートを決めて第1戦のポール・ピアースの復活劇の再現をすると共に、ファイナルタイ記録となる7本の3ポイントシュートを決めた。両チームの主力選手が下げられた後も点差は開き、ついには131-92の39点差という大差でセルティックスが勝利し、優勝を果たした。試合終盤にはセルティックスのドッグ・リバースHCがポール・ピアースからNBAとしては珍しいゲータレードシャワーの洗礼を浴びる場面もあった。
ファイナルMVPにはシリーズ平均21.8得点6.3アシスト4.5リバウンドを記録したポール・ピアースが選ばれた。ケビン・ガーネットは持ち前のオールラウンドな働きで、レイ・アレンはシリーズを通して安定した得点源として貢献し、移籍元年にして早くも悲願を達成した。
レイカーズはコービー・ブライアント以外のメンバーが振るわず、シリーズ中100得点を越えたのは2試合のみだった（レイカーズのシーズン平均得点は108.6得点）。そのブライアントもレイ・アレンやジェームス・ポージーらの好ディフェンスに苦しめられ、持ち前の得点力を発揮できなかった。
|                          | 第1戦 | 第2戦 | 第3戦 | 第4戦 | 第5戦 | 第6戦 | 勝敗 |
| ------------------------ | ----- | ----- | ----- | ----- | ----- | ----- | ---- |
| ボストン・セルティックス | 98    | 108   | 81    | 97    | 98    | 131   | 4-2  |
| ロサンゼルス・レイカーズ | 88    | 102   | 87    | 91    | 103   | 92    | 2-4  |

- ファイナルMVP：ポール・ピアース

### 備考
- 前季カンファレンス最下位から一気にチャンピオンチームにのし上がったセルティックスは、プレイオフ期間中にも幾つかのリーグ記録を作った。優勝までの道のりで戦った26試合はプレイオフ最多記録であり、プレイオフ期間中のホームゲーム13勝も最多記録、ロードゲーム9敗はタイ記録となった。第6戦の31点差も、優勝を決めた試合の中では最大得点差記録だった。そして17度目の優勝を達成し、リーグの最多優勝記録を更新した。
- 6月15日の第5戦の前に長男が緊急入院したレイ・アレンは、第5戦に出場した後病院に直行。16日の深夜にボストン行きの飛行機に乗り、17日の第6戦に出場した。
- 優勝が決まった直後、セルティックスファンの一部が興奮のあまり商店街の窓を割るなどして、22人が逮捕された。

## その他

### ラストシーズン
- アロンゾ・モーニング　（1992-2008）　シャキール・オニールとトップセンターの座を争った名センター。シーズン中に右ひざ脚蓋腱を断裂という大怪我を負い、波乱に満ちたキャリアに幕を降ろした。引退後は古巣マイアミ・ヒートのフロント職に加わった。
- ロバート・オーリー　（1992-2008）　優勝請負人として3チームで計7回の優勝を経験。シーズン終了後にサンアントニオ・スパーズからFAとなり、そのまま引退となった。
- クリス・ウェバー　（1993-2008）　90年代後半から2000年代前半にかけてのNBAを代表するPF。2006-07シーズン終了後にデトロイト・ピストンズからFA。その後シーズン中の2月にゴールデンステート・ウォリアーズと契約したが、9試合だけプレイした後、引退を宣言した。引退後は解説者となっている。
- サム・キャセール　（1993-2008）　ルーキーイヤーと2年目にヒューストン・ロケッツで優勝、そしてラストシーズンもボストン・セルティックスで優勝を果たすという充実したキャリアを過ごした。翌2008-09シーズンもセルティックスに身を置いたが出番はなく、シーズン中のトレードでそのまま引退となった。引退後はコーチ職を歩んでいる。
- アンファニー・ハーダウェイ　（1993-2008）　マイケル・ジョーダン以後のトッププレイヤーになることが期待されたが、怪我に泣かされたキャリアを過ごした。一時NBAから離れていたが、このシーズンに復帰し、シャキール・オニールとのデュオ復活が話題となった。
- P.J.ブラウン　（1993-2008）　半引退状態だったが、シーズン中にセルティックスと契約。見事に優勝し、有終の美を飾っての引退となった。
- エディー・ジョーンズ　（1994-2008）　所属したロサンゼルス・レイカーズ、マイアミ・ヒートが彼が放出された翌年に優勝を果たしてしまうという皮肉なキャリアを過ごした。
- ダレル・アームストロング　（1994-2008） MIPとシックスマン賞に同時に輝いた経歴を持つ好PG。引退後にコーチ職に転向する。
- デイモン・スタウダマイアー　（1995-2008）　1995年の新人王。引退後はコーチ職を歩んでいる。
- エリック・スノウ　（1995-2008）　引退後はコーチ職に転向。
- シャリーフ・アブドゥル＝ラヒーム　（1996-2008）　優秀なPFだったがキャリアの大半を弱小チームで過ごし、プレーオフに進んだのは1度だけだった。引退後はコーチ職に転向。
- アントワン・ウォーカー　（1996-2008）　このシーズンにメンフィス・グリズリーズから放出され、そのままFAに。
- ジェフ・マキニス　（1996-2008）
- デレック・アンダーソン　（1997-2008）
- トロイ・ハドソン　（1997-2008）
- アール・ボイキンス　（1998-2008）　NBA在籍時はリーグ最小選手として知られた。シーズン終了後にイタリアリーグに渡る。
- レイフ・ラフレンツ　（1998-2008）
- ルーベン・パターソン　（1998-2008）　優秀なディフェンダーだったが問題児としても知られた。シーズン終了後にレバノンのチームに渡る。
- ボンジー・ウェルズ　（1998-2008）　シーズン終了後に中国リーグに移籍。
- ジェイソン・ウィリアムス　（1998-　）　シーズン終了後に電撃引退を宣言するが、後日撤回し、2009年夏にオーランド・マジックと契約。
- スティーブ・フランシス　（1999-2008）　このシーズンに全盛期を過ごしたヒューストン・ロケッツに復帰するが、シーズン中にグリズリーズにトレードされ、その後FAに。
- カルロス・アローヨ　（2001-2008）　シーズン終了後にイスラエルへ。
- ゴーダン・ギリチェック　（2002-2008）　シーズン終了後にクロアチアへ。
- ジョシュ・チルドレス　（2004-2008）　ギリシャリーグへ移籍。このオフはNBA選手のユーロリーグ大量流出が目立ったが、なかでもチルドレスの移籍はNBA関係者に大きな衝撃を与えた。
- フアン・カルロス・ナバーロ　（2007-2008）　スペイン代表選手。NBAでは僅か1シーズンのプレイに留まり、スペインに出戻った。やはりスペイン代表のホルヘ・ガルバホサもこのシーズンを最後にNBAを離れている。

### ヘッドコーチ人事
シーズン中、あるいはシーズン後に解任されたヘッドコーチ
- マイク・ダントーニ　（フェニックス・サンズ　2003-2008）
- スコット・スカイルズ　（シカゴ・ブルズ　2003-2008）※シーズン中の解任
- エイブリー・ジョンソン　（ダラス・マーベリックス　2005-2008）
- フィリップ・ソーンダース　（デトロイト・ピストンズ　2005-2008）
- アイザイア・トーマス　（ニューヨーク・ニックス　2006-2008）
- サム・ヴィンセント　（シャーロット・ボブキャッツ 2007-2008）